# Musica Viva
Московский камерный оркестр «Musica Viva» — камерный музыкальный коллектив под руководством Народного артиста России Александра Рудина, Государственное учреждение культуры города Москвы.

## История
История оркестра началась в 1978 году в Москве, когда скрипач и дирижер Виктор Корначев основал музыкальный ансамбль, который официально был прикреплен к Владимирской филармонии. Тогда в состав ансамбля входило 9 человек, молодых энтузиастов, недавних выпускников Московских музыкальных ВУЗов. Художественное направление ансамбля стало обретать четкие формы очень скоро, когда оркестр обратился к русской музыке «доглинкинского» периода, что явилось прорывом в истории русской музыкальной культуры и определило самобытный облик ансамбля. Работа по восстановлению и исполнению партитур неизвестных русских композиторов конца 18 века постепенно стала привлекать все больший интерес публики. Ансамбль стал выступать в Москве и приобретать известность.
В 1988 году оркестр возглавил молодой виртуоз Александр Рудин. К тому моменту ансамбль превратился в оркестр. Именно маэстро Рудин придумал имя оркестру — «Musica Viva», что в переводе с латыни означает «живая музыка».
С 1998 года оркестр Musica Viva ведет именной абонемент в Московской филармонии. Концерты, проходящие в Большом зале консерватории и Концертном зале им. П. И. Чайковского, знакомят публику с мировыми знаменитостями, никогда ранее не выступавшими в России.
В 2007 году оркестр выступил вместе с британской электронной группой Faithless. Выступление было выпущено на DVD Live In Moscow.
В 2008 году оркестр Musica Viva получил статус Государственного учреждения культуры города Москвы, а с 2009 года оркестр получает специальный грант Правительства Российской Федерации, предоставляемый ведущим музыкальным коллективам.

## Творческий портрет
Одной из отличительных стилевых особенностей оркестра Musica Viva является стремление к исторически достоверному исполнению музыкальных произведений разных эпох. Оркестр провел ряд проектов в этой области, среди которых «Классик-кавалькада» (ноябрь 2006 года), когда впервые в России на сцене был собран полноценный симфонический оркестр, все участники которого играли на исторических инструментах времен Гайдна и Бетховена. Оркестр впервые представил в Москве партитуры западноевропейских композиторов эпохи барокко и классицизма (Иоганна Кристиана Баха, Антонио Сальери, Роберта Шумана, Иоганна Мартина Крауса, Карла Филиппа Эммануила Баха, Йоганнеса Плейеля, Карла Диттерсдорфа).
Особым творческим направлением оркестра является жанр концертного исполнения опер и ораторий. Среди крупных проектов в этой области — исполнение оперы Г. Ф. Генделя «Орландо» (премьера в России), опер Моцарта «Дон Жуан» и «Идоменей», «Золушка» Россини, ораторий «Сотворение мира» и «Времена года» Й. Гайдна, оратории «Мессия» Г. Генделя, а также Реквиемов В. А. Моцарта, Дж. Верди и Р. Шумана (премьера в России).
Именной абонемент оркестра «Шедевры и Премьеры» в Московской филармонии представляет слушателям программы классической музыки, подобранные по принципу сочетания в одном концерте известных классических произведений в новой, свежей интерпретации и неизвестных российской публике произведений, многие из которых никогда ранее не исполнялись в Москве, России. Особое направление абонемента — приглашение лучших музыкантов современной индустрии классической музыки, всемирно признанных знатоков и исполнителей музыки эпохи барокко, романтизма, классицизма. Многие из этих музыкантов выступают в России впервые (среди них — английский дирижёр Кристофер Хогвуд (Москва, 1998 год), а также мастер исторического исполнения сэр Роджер Норрингтон (Москва 2002, 2006, 2009 год).

## Фестиваль «Посвящение»
С 2000 года оркестр Musica Viva организует в Москве Международный музыкальный фестиваль «Посвящение», который проходит в Третьяковской галерее. Ежегодно фестиваль выбирает единую тему, посвящая этой теме все концертные программы. Отсюда происходит название «Посвящение». При всем разнообразии тем, их общей чертой можно считать обращение к неизвестным страницам музыкальной истории мира, знакомство с неизведанным. Концерты фестиваля проходят в марте — апреле и собирают исполнителей из разных стран. Так, участниками фестиваля в разные годы были: Наталья Гутман, Сергей Стадлер, Владимир Крайнев, Александр Мельников, Андраш Адориан (Германия), Тобиас Шарфенбергер (Германия), Кун Ву Пек (Корея), Кари Криикку (Финляндия), Дарко Брлек (Словения), Барнабаш Келемен (Венгрия), Камерный оркестр «Avanti!» (Финляндия), Poket-Symphony п/у Назара Кожухаря (Россия, С.-Петербург), Солисты Екатерины Великой п/у Андрея Решетина (С-Петербург), Барокко-хор п/у Анатолия Гринденко, Базельский камерный оркестр (Швейцария), Ансамбль старинной музыки «Clematis» (Бельгия).

## Дискография
- «Музыкальная академия Михаила Глинки» Fuga Liebera, 2010
- «Людвиг ван Бетховен. Симфонии № 1, 6» Fuga Liebera, 2010
- «Волшебный барабан» Fuga Liebera, 2007—08
- «Бетховен, Крафт» Мелодия, 2006
- «Д. С. Бортнянский, И. А. Бенда» Мелодия, 2005
- «Жан-Бальтазар Триклир» Cello Classix, 2004
- «Эдвард Григ» Musica Viva©, 2004
- «Николай Мясковский» Cello Classix, 2004
- «Борис Чайковский» Hyperion, 2004
- «Русская виолончельная музыка» Musica Viva©, 2003
- «Музыкальные Собрания в доме Третьяковых», выпуск 2 Musica Viva©, 2002
- «Музыкальные Собрания в доме Третьяковых», выпуск 1 Musica Viva©, 2000—2001
- «Вячеслав Артемов. Камерные сочинения» Music Boheme, 2000
- «Музыкальные Собрания в доме Третьяковых» Musica Viva©, 1998
- «Карл Филипп Эммануил Бах. Концерты для флейты, струнных и bassocontino» Tudor, 1998
- «Династия семьи Черепниных» Olympia, 1997
- «Алябьев / Аренский / Метнер. Фортепианные квинтеты» RCD, 1996
- «Александр Черепнин» Olympia, 1996
- «Карл Филипп Эмануэль Бах» RCD, 1996
- "Валентин Сильвестеров Olympia, 1996
- «В. А. Моцарт. Произведения для оркестра» RCD, 1996
- «Петр Ильич Чайковский» Русский сезон, 1994

## Награды
- Благодарность Министра культуры Российской Федерации (10 декабря 2003 года) — за многолетний плодотворный труд, за большой вклад в развитие музыкального искусства и в связи с 25-летием со дня создания оркестра[4]